# Армавир (аэродром)
Армавир Центральный — учебный военный аэродром в Краснодарском крае, расположенный на южной окраине города Армавира. Предназначен для обучения и  лётной подготовки курсантов учебного центра (ранее — Армавирское высшее Краснознамённое военное авиационное училище лётчиков противовоздушной обороны имени главного маршала авиации П. С. Кутахова).
На аэродроме базируется 713-й учебный авиационный полк, входящий в состав 783-го учебного авиационного центра подготовки лётного состава (в/ч 41711). На вооружении полка стоят учебно-тренировочные самолёты Як-130 и истребители МиГ-29.
Дискутируется возможность создания в Армавире аэропорта путём реконструкции военного аэродрома и приведения его в соответствие нормам годности аэродромов гражданской авиации.

## Данные аэродрома
- Наименование — Армавир (Центральный), Armavir (Tsentral'niy) [eng]
- Позывной — «Бурав»
- Превышение аэродрома 212 м (25 гПа)
- Индекс аэродрома УРКР / URKR
- КТА — N44.96875° E041.10747°
- ВПП 1 основная — 10R/28L 2500х54 бетон
- ВПП 2 резервная — 10R/28L 1160х40 грунт

## История
Вся история армавирского аэродрома тесно связана с находящимся в городе лётным училищем.
Дата постройки полевого аэродрома на окраине Армавира точно не установлена. С 1937 года на этом месте работала парашютная школа и аэроклуб, а так же базировалась школа младших авиаспециалистов и резервный истребительный авиаполк ВВС СКВО.
Очевидно, стационарный аэродром строился накануне войны при формировании Армавирской военной авиационной школы пилотов. Официальная дата начала формирования  школы — 1 декабря 1940 года, годовой праздник части определён 23 февраля 1941 года.
По состоянию на 1 февраля 1941 года школа располагала 4 действующими аэродромами: Армавир (Центральный), а также Бароновским, Новокубанским, Советским. Первые полёты курсантов с Армавирского аэродрома начались в апреле 1941 года.
В сентябре 1942 года школа была эвакуирована в Узбекистан. Обратная передислокация проведена в 1945 году. Школа пилотов переименована в Армавирское военное авиационное училище летчиков.
В 1951 году на базе училища сформирован 713-й учебный авиационный полк.
В 1960 году Армавирское высшее военное авиационное училище лётчиков вместе с полком и частями обеспечения аэродрома передано в структуру ПВО страны. Училище  переименовано в Армавирское высшее военное авиационное училище лётчиков противовоздушной обороны
Постановлением Правительства Российской Федерации от 10 мая 2001 г. и приказом Министра обороны РФ от 23 июня 2001 г. к Краснодарскому военному авиационному институту были присоединены Армавирский и Балашовский военные институты. При этом Армавирский институт был реорганизован в 783-й учебный авиационный ордена Ленина Краснознаменный Центр подготовки летного состава истребительной авиации.
На основании Директивы Генерального штаба Вооруженных Сил Российской Федерации от 15 марта 2011 г. на основе 713-го учебного авиационного полка, авиационно-технической базы и отдельного батальона связи и РТО была образована 200-я учебно-авиационная база (второго разряда), которой были переданы Боевое знамя и исторический формуляр 713-го полка.

## Авиатехника
На аэродроме Армавир за годы его существования базировались следующие типы летательных аппаратов: И-15, И-16, УТ-2, УТИ-4, По-2, Як-12, Я-1, Як-7, Як-3, Як-9, Як-11, МиГ-15 и УТИ МиГ-15, Як-23, Су-9, Су-15, МиГ-21, МиГ-23, МиГ-29, Як-18, Л-39, Ан-26, Ми-8, Як-130.

## Аварии и катастрофы
- 14 сентября 2006 года в районе Армавира, во время выполнения планового тренировочного полёта разбился учебно-тренировочный самолёт Л-39. Курсант катапультировался, летчик-инструктор Дмитрий Хребтов погиб.
- 1 февраля 2008 года произошла авария самолёта Л-39. При выполнении полётного задания произошла остановка двигателя. После двух безуспешных попыток запуска лётчик майор А. Серов отвёл самолёт в безопасный район и успешно катапультировался.[3][4]
- 4 сентября 2014 года в районе г. Армавир, во время учебно-тренировочного полета при заходе на посадку у самолета Миг-31 в 7:38 не вышла правая стойка шасси. Экипаж вывел самолёт в зону покидания и успешно катапультировался.